# Épidémie de variole de Montréal en 1885
L'épidémie de variole de Montréal démarre à la fin du mois de février 1885 et s'étend jusqu'au début de 1886. Elle fait 3 164 morts parmi la population montréalaise, surtout les habitants des quartiers défavorisés, et au total 5 864 victimes à l'échelle du Québec. C'est la pire épidémie de variole dans l'histoire de la province. La propagation de la maladie à Montréal est également à l'origine d'un désordre social opposant à la fois les anglophones aux francophones, les catholiques aux protestants, les riches aux pauvres, le tout dans le contexte de la Rébellion du Nord-Ouest et de la pendaison en novembre 1885 de Louis Riel, chef des Métis. Cette épidémie est aussi à l'origine d'une émeute qui éclate à la suite de l'opposition d'une grande partie de la population francophone contre la vaccination obligatoire, pourtant efficace, obligeant le maire de Montréal Honoré Beaugrand à faire appel à des militaires pour rétablir l'ordre. L'ampleur et la durée de cette épidémie sont aggravées par une confusion dans la population entre l'état sanitaire de la ville, très mauvais en cette fin de XIXe siècle et le virus de la variole, dont la virulence ne dépend pas des conditions sanitaires, mais des mesures de vaccination et de l'efficacité de la mise en quarantaine des personnes contaminées. De plus, la propagation de la maladie est grandement facilitée par des combats politiques, de mauvaises décisions, un vaccin mal maîtrisé dans certains cas et un rejet de la science par une partie de la population, influencée entre autres par l'Église catholique qui met du temps à appuyer la vaccination obligatoire, ainsi que par des médecins opposants farouches à la vaccination, tant anglophones que francophones. Finalement, le choléra est bien plus redouté que la variole, beaucoup de montréalais ne voyant pas cette maladie comme un fléau. C'est la dernière fois qu'une épidémie de variole est non maîtrisée dans une ville moderne du XIXe siècle.

## Contexte

### Protagonistes
Variole
Le virus de la variole fait partie de la famille des poxvirus (poxviridae). Très contagieuse et épidémique, la variole humaine se transmet entre les personnes par les voies respiratoires (typiquement des gouttelettes ou des postillons) et par contact cutané direct avec les lésions de la peau des personnes infectées. « Les symptômes apparaissent 12 à 14 jours après l’infection et se caractérisent principalement par de la fièvre, des malaises, des maux de tête, un état de prostration, de graves douleurs dorsales, et parfois des douleurs abdominales et des vomissements. Après 2 à 3 jours, la température corporelle s’abaisse et une éruption cutanée apparaît d’abord sur le visage, les mains et les avant-bras, puis sur le tronc ». L'origine du virus de la variole remonterait à 10 000 ans avant J.C. et serait apparu dans le nord-est de l'Afrique, en Chine ou dans la vallée de l'Indus, à partir d'un virus animal qui se serait adapté à l'être humain. La variole prend une forme épidémique à plusieurs reprises à Montréal et au Québec au XIXe siècle durant les années 1872 et 1873, mais, avant la grande épidémie de 1885, c'est surtout en 1875 que le virus fait le plus de victimes le long des villes portuaires du Saint-Laurent, surtout à Montréal. À l'époque, on nomme aussi la maladie « picote » ou « petite vérole ».
Honoré Beaugrand

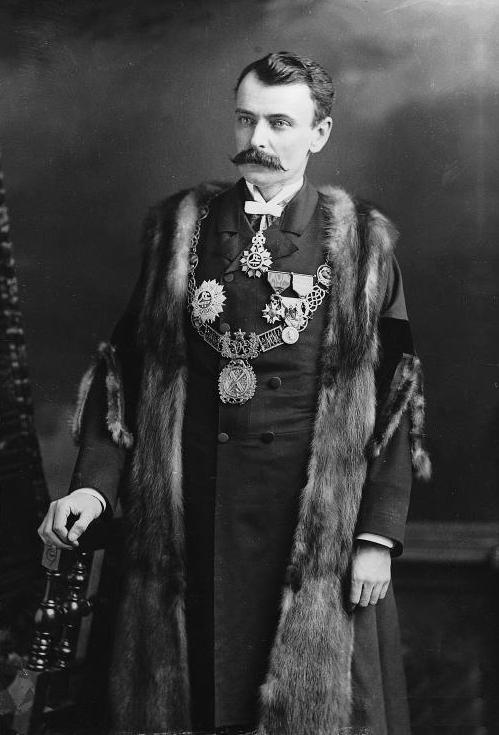
Honoré Beaugrand en 1887

Le 2 mars 1885, Honoré Beaugrand est élu maire de Montréal avec la volonté d'améliorer sensiblement l'hygiène publique. En effet, l'état de salubrité de la métropole est fortement dénoncé par des experts. C'est donc dans l'optique de mieux lutter contre le choléra que le nouveau maire Beaugrand annonce sa volonté de rajeunir le Comité d'hygiène lors de son discours inaugural du 9 mars. Il succède à Jean-Louis Beaudry, maire de Montréal à trois reprises, très critiqué pour son inaction sur le dossier de l'insalubrité de la ville.
William Hales Hingston

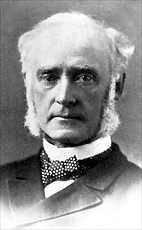
William Hales Hingston, médecin et maire de Montréal de 1875 à 1877.

Le docteur W. H. Hingston est médecin, chirurgien et 16e maire de Montréal de 1875 à 1877. Il est responsable du lancement de la campagne de vaccination obligatoire lors de l'épidémie de variole en 1876. En 1885, il est élu président du Bureau d'hygiène publique de la province.
Alphonse Barnabé Larocque
Médecin et fonctionnaire, le docteur Larocque est nommé officier de santé de la ville de Montréal en 1870. Il est un fervent défenseur de la vaccination et « de la déclaration obligatoire au bureau de santé de toutes les maladies contagieuses et la désinfection des corps des personnes décédées ». Durant l'épidémie de variole de 1885 il est accusé par le maire Beaugrand et le Comité d'hygiène de Montréal de négliger ses obligations et tâches municipales au profit d'une vision provinciale de la gestion de la santé publique. Il sera démis de ses fonctions au printemps 1885, alors que l'épidémie en est encore à ses débuts et n'a pas atteint son pic de contagion.
William Bessey
Le docteur William Bessey se démarque dès 1870 par sa capacité à produire un vaccin contre la variole à partir de lymphe de veau. Membre du Comité d'hygiène de la ville au début de l'épidémie de 1885, il est également fournisseur du vaccin, surtout pour la communauté anglophone de la ville, mais il occupe un rôle important à l'échelle de Montréal. Ses erreurs dans la production d'un vaccin qui s'est avéré à plusieurs reprises de mauvaise qualité et donc peu fiable, son unilinguisme anglophone et son arrogance participent à la méfiance des francophones sur les bienfaits de la vaccination et permet à ses détracteurs d'avoir une tribune importante.
Henry Gray
Médecin et pharmacien né à Boston en Angleterre, Henry Gray s'installe à Montréal en 1859 et s'intéresse à la santé publique et à l'amélioration des conditions d'hygiène dans un contexte urbain. À la suite de l'élection d'Honoré Beaugrand au printemps 1885, Gray est élu à la présidence du Comité d'hygiène de Montréal, beaucoup le voyant comme l'homme de la situation pour préparer Montréal à affronter la prochaine épidémie de choléra. Ardent défenseur de la vaccination et de la déclaration des malades, il est réélu à la présidence du Comité d'hygiène à la fin de 1885 et, devant le rôle prédominant qu'il joue pour lutter contre la variole, certains lui suggèrent de se présenter pour succéder au maire Beaugrand, ce qu'il refuse.
Louis Laberge
Élu médecin de la santé publique de Montréal en juin 1885 en remplacement du Docteur Alphonse Barnabé Larocque, Louis Laberge est un jeune médecin francophone bilingue, partisan de l'isolement des varioleux et de l'application stricte du règlement visant l'apposition d'affiches sur les maisons infectées par la variole. Comme d'autres médecins défendant la vaccination obligatoire, il est la cible des émeutiers antivaccination le 28 septembre 1885, la foule attaquant sa maison et le menaçant de mort.
Joseph Emery-Coderre
Foncièrement antivaccination, le docteur Emery-Coderre est très actif durant l'année 1885. « Leader de la communauté médicale francophone de Montréal », il refuse pourtant d'admettre que le vaccin issu de la variole de la vache (cow-pox) diffère de la variole chez les êtres humains. Il jouit d'une grande influence au sein de la communauté francophone de Montréal et publie des lettres ouvertes dans des journaux médicaux et dans la presse grand public, allant même jusqu'à accuser le vaccin de répandre d'autres virus ou maladies.

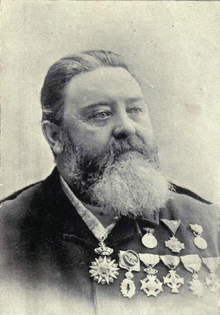
Alexander Milton Ross
Médecin anglophone très actif durant l'épidémie, Alexander Milton Ross fait partie de la Ligue contre la vaccination regroupant des médecins anglophones et francophones. Personnage influent également membre des collèges de médecins et de chirurgiens du Québec, de l'Ontario et du Manitoba, il publie des articles dans la presse fustigeant les médecins vaccinateurs et le Bureau de la santé publique de Montréal.
George Longley
Considéré comme étant à l'origine de l'arrivée de la variole à Montréal, George Longley travaille pour la Grand Trunk Railway et arrive à la gare Bonaventure le 28 février 1885. Il est admis à l'Hôtel Dieu le 29 février et est atteint d'une forme légère de la maladie, ce qui n'empêche pas la contamination du personnel de l'hôpital. On comprend plus tard qu'il a été vacciné contre la variole aux États-Unis et qu'il est atteint de varioloïde, un cas de variole post-vaccinatoire.
Pélagie Robichaud
D'origine acadienne et travaillant à la buanderie de l'Hôtel Dieu. Elle est en contact avec les draps infectés du malade George Longley. Elle décède le 1er avril 1885 et devient la première victime de la variole.
Édouard-Charles Fabre

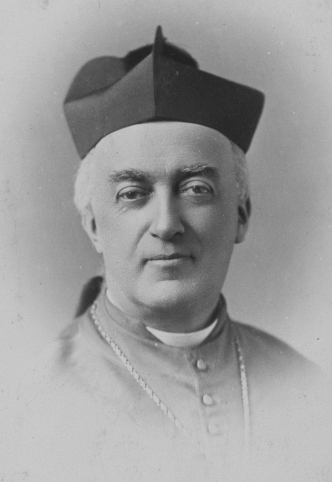
Monseigneur Fabre en 1886

Évêque puis archevêque de Montréal de 1876 à 1896, Édouard-Charles Fabre use de son influence auprès de la communauté francophone afin d'encourager la vaccination. Il prend fait et cause pour la science médicale et déclare « qu'il est dans l'intérêt des fidèles de contribuer personnellement à la mitigation ou à l'élimination des ravages de l'épidémie en prenant toutes les précautions suggérées par la Faculté ». Il montre aussi l'exemple en se faisant vacciner deux fois.

### Contextes sanitaire et médical
Principale cause de mortalité dans le Québec du XIXe siècle, les maladies infectieuses venues de l'extérieur comme la variole sont la source d'épidémies dans une province où « les habitudes de vie, l'alimentation et l'absence de systèmes d'approvisionnement en eau potable favorisent leur virulence ». La province est touchée à partir de 1832 par plusieurs épidémies du « terrible choléra » comme on l'appelle à l'époque et Montréal n'est pas épargnée puisque lors de la 2e pandémie, « il y eut 2000 morts attribuables au choléra en 22 semaines seulement, soit le chiffre incroyable de 6 p. 100 de la population, estimée alors à 32 000 âmes ». En février 1884, le médecin et chercheur allemand Robert Koch découvre la nature exacte du germe du choléra, mais « il n'existait pas encore de nouvelles méthodes d'attaques contre les organismes » à l'origine de la maladie. À contrario, en 1885, on possède les moyens d'enrayer les épidémies de variole, surtout grâce à la vaccination, procédé découvert en 1796 par le médecin britannique Edward Jenner. De plus, même si les mesures de mise en quarantaine existent bien avant le début de cette épidémie de variole, le législateur (en l’occurrence les autorités de la ville) peinent à les faire appliquer par manque de rigueur dans la population et également parce que beaucoup de navires pratiquent le débarquement et le déchargement illégaux de passagers et de marchandises, certains officiers étant probablement encouragés par des pots-de-vin. Début 1885, c'est donc le choléra et non la variole qui inquiète les autorités de la ville, l'amélioration des mesures d'hygiène et la salubrité étant vues comme des mesures primordiales afin d'éviter une nouvelle épidémie de cette maladie qui peut tuer en quelques jours.

### Contextes politique et social

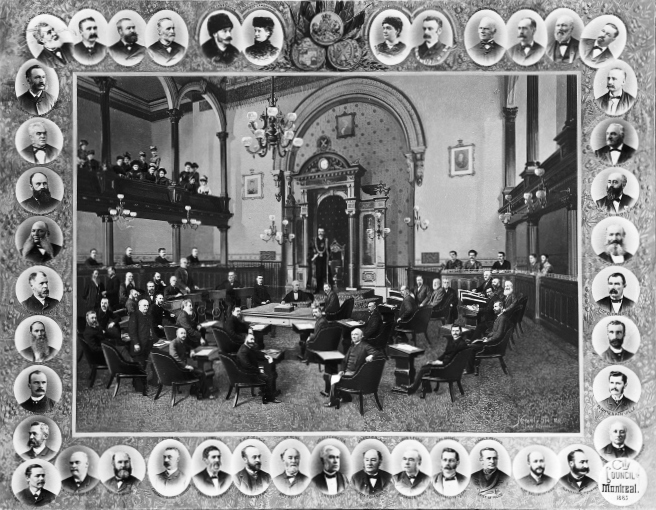
Conseil municipal de Montréal en 1885

Le début de l'épidémie de variole se déroule quasiment en même temps que les événements de la Rébellion du Nord-Ouest dirigée par le chef du peuple Métis Louis Riel qui est capturé par les forces canadiennes le 15 mai à la suite de la Bataille de Batoche en Saskatchewan.

## Déroulement

### Origine
Le 28 février 1885 à 21h, George Longley, un employé du chemin de fer de la Grand Trunk Railway, entre à la Gare Bonaventure de Montréal alors qu'il est atteint de la variole. Le docteur Thomas Rodger confirme la maladie, il n'est cependant pas possible d'emmener Longley à l'hôpital pour varioleux de Montréal, celui-ci étant fermé en raison de l'absence de cas de variole dans la métropole depuis quatre ans. Longley étant protestant, il est d'abord emmené vers 22h à l'Hôpital général de Montréal et accueilli par James Gray, le médecin résident, mais ce dernier refuse de le garder par peur des risques de contagion de la maladie dans l'établissement et c'est finalement après avoir passé la nuit dans une chambre isolée que Longley est accueilli le lendemain à l'Hôtel-Dieu de Montréal, hôpital catholique,. C'est William Hales Hingston, docteur et ancien maire de Montréal, qui rédige l'ordre d'admission de l'employé de la Grand Trunk à l'Hôtel-Dieu. Longley se remet de la variole et sort de l'hôpital le 21 mars, mais une Acadienne du nom de Pélagie Robichaud, servante de l'hôpital, contracte la maladie et en meurt le 1er avril, suivie 10 jours plus tard par sa sœur Marie, également employée de l'Hôtel-Dieu. Elles sont les deux premières victimes de l'épidémie. Toutefois, Longley n'est pas le seul employé de la compagnie de chemin de fer à apporter la variole en provenance de Chicago. En effet, le docteur Larocque, du service de santé de Montréal, apprend par l'intermédiaire du docteur W.A Molson qu'un certain H. Shattuck, contrôleur de voitures-lits, arrive malade à Montréal le 25 février et développe une éruption deux jours plus tard. En enquêtant, les autorités sanitaires réussissent à remonter l'origine de la contamination et comprennent que Shattuck s'est assis à côté d'une passagère porteuse de la variole qui revient d'Europe, ayant contracté la maladie là-bas. Par la suite, Longley avait probablement été en contact avec Shattuck,.
Le docteur Larocque pense qu'un début d'épidémie de variole est contenu, il a pris soin de faire vacciner tous les patients de l'Hôtel-Dieu, mais il est déjà trop tard. Deux cas sont déclarés le 10 avril, puis d'autres le lendemain, forçant l'établissement à réserver une salle pour isoler les cas présumés. Le 15 avril, on rapporte un cas en dehors de l'hôpital, une servante de couvent qui y avait séjourné. Le 18 avril, le docteur Henry Gray déclare au Comité d'hygiène qu'une « grave épidémie de variole sévit » dans Montréal.

### Du début du printemps au début de l'été
Le 9 avril, sous la pression du personnel de l'Hôtel-Dieu, le Comité d'hygiène décide de rouvrir le vieil hôpital pour varioleux situé sur le flanc du Mont Royal. Marie Robichaud y décède le 11 avril. Le 14 avril, la direction de l'Hôtel-Dieu décide de donner congé au 4/5 de ses patients, au nombre de 240, et le personnel médical conseille à la supérieure un nettoyage massif de l'établissement. Le 18 avril, la même journée que l'annonce du docteur Gray au Comité d'hygiène concernant le début d'une grave épidémie de variole, on dénombre déjà 16 patients dans l'hôpital spécialisé pour varioleux qui consiste en une petite maison de ferme. Pourtant, alors que Montréal semble devoir faire face à un début d'épidémie, le service de santé croit avoir le dessus sur la variole le 24 avril, puisque la vaccination est en cours et que les cas sont déclarés rapidement, certains journaux publient même des entrefilets qui annoncent que l'épidémie est terminée. Durant le début du mois de mai, quelques nouveaux cas sont annoncés chaque jour et des plaintes concernant la vaccination commencent à remonter au service de santé. Le docteur William Bessey, jeune médecin expérimenté, fait partie des meilleurs atouts pour lutter contre la variole. Dans les années 1870, il a notamment développé une technique efficace pour créer un vaccin à partir de lymphe de veau et il sait que « les opposants ont tendance à exagérer les effets secondaires ». Malheureusement, les faibles conditions d'hygiène à l'époque font en sorte que certaines personnes vaccinées sont atteintes d'érysipèle, une infection de la peau causée par une bactérie (des genres streptocoques ou staphylocoques) et devant la fronde de certains médecins opposés à la vaccination, le docteur Bessey se résout le 11 mai à suspendre la vaccination publique.
En ce milieu de printemps 1885, le Comité d'hygiène de Montréal se bat pour tenter d'améliorer les très mauvaises conditions sanitaires de la ville, situation qui perdure depuis de nombreuses années. Les ordures sont très mal voire pas du tout ramassées, principalement à cause de l'incompétence des entreprises qui obtiennent les contrats, ce qui crée l'ire de certains conseillers municipaux comme le docteur Henry Gray qui comprennent « qu'ils ont commis une grave erreur en octroyant le contrat de 1885 aux soumissionnaires dont le prix était le plus bas ». Cette incapacité des autorités municipales et du Comité d'hygiène à assainir la ville alimente les opposants à la vaccination. Des médecins ou scientifiques utilisent des journaux pour faire passer leurs idées antivaccin. Ainsi, Alexander Milton Ross, hygiéniste réformateur gagnant de l'influence à Montréal, écrit fin mai dans le Herald : « Si seulement les Montréalais consommaient des aliments sains, boivent de l'eau propre, se lavent une à deux fois par jour, changent souvent leurs sous-vêtements et nettoient leurs maisons cours et ruelles, ils pourraient faire un pied-de-nez à la variole et autres épidémies, et épargner à leurs enfants la souillure de la vaccination ».
Début juin, deux ou trois nouveaux cas sont déclarés chaque jour, principalement dans le village de Saint-Jean-Baptiste dans lequel s'entassent près de 7 000 personnes dans de très mauvaises conditions de salubrité, les égouts de Montréal ne se rendant pas dans ce secteur de l'île de Montréal. Les personnes infectées ne veulent pas se rendre à l'hôpital pour varioleux, malgré les efforts des docteurs Bessey et Nolin pour convaincre certaines familles parfois entassées dans les mêmes logements et il règne une omerta dans le village concernant les personnes infectées. Le 3 juin, de l'aide est demandée au clergé par l'intermédiaire de Mgr Fabre afin qu'il use de son influence, l'objectif étant d'inciter la population pauvre francophone de Saint-Jean-Baptiste à déclarer les cas de variole et à les envoyer à l'hôpital. Malheureusement, la mauvaise réputation de l'hôpital pour varioleux et la peur de la vaccination alimentée par certains médecins (notamment ses dangers pour les enfants), font en sorte que les efforts de Beaugrand, Bessey et du Comité de la santé sont vains.
Durant le mois de juin, la variole emporte 13 personnes à Montréal et malgré le rejet de la vaccination et la forte contagion de la maladie, la Saint-Jean-Baptiste est fêtée comme il se doit, le village de Saint-Jean-Baptiste organise même un grand défilé le 22 juin, regroupant des milliers de personnes. C'est aussi en juin que le docteur Bessey, défenseur de la vaccination et fournisseur du vaccin, est remplacé par le docteur Louis Laberge en tant que médecin de la santé publique. En dépit de sa grande expertise, Bessey ne parle pas français et cela commence à devenir un problème dans les relations de la ville avec la communauté francophone alors que Laberge, même en n'ayant que 34 ans, peut, croit-on au Comité d'hygiène, regagner la confiance des francophones tout en maîtrisant parfaitement l'anglais, car il est diplômé de l'Université Victoria de Toronto.

### Progression de l'épidémie durant l'été 1885
Au début de la saison estivale, la variole continue de faucher plusieurs vies par semaine. On enregistre quatre décès par semaine en juin, 14 dans la semaine du 5 juillet et 10 la semaine d'après. Vers la mi-juillet, le petit hôpital pour varioleux au pied du Mont-Royal héberge 25 patients, mais il est plein et l'ajout en urgence de huit lits dans les combles du bâtiment se révèle largement insuffisant, le service de la ville planifiant alors un ajout de 50 lits début août. Vers la mi-août, on recense officiellement 120 décès causés par la variole depuis le mois d'avril et les journaux anglophones commencent à publier de très longs articles dans lesquels on fustige l'incompétence du Comité d'hygiène, on dénonce l'insouciance de la communauté francophone et on reproduit même une lettre de Alexander Milton Ross qui s'avère être un pamphlet contre la vaccination. Face à ce qu'il perçoivent comme une incapacité de la ville à faire face à l'épidémie, un groupe d'hommes d'affaires, mené par un certain Robert White, décide de mettre la pression sur la ville en donnant 10 jours à leurs propres employés pour fournir un certificat de vaccination ainsi que leur famille, l'impossibilité de fournir un tel certificat signifiant un congédiement immédiat. Cette initiative est aussi justifiée par le fait que les manufacturiers commencent à craindre pour la réputation de leurs produits, Montréal étant un centre important de fabrication de chaussures et de bottes à l'échelle de l'Amérique du Nord. On enregistre 74 victimes de plus durant la semaine du 17 au 24 août, une augmentation très importante par rapport au nombre de décès durant le printemps et durant le début de l'été, portant le total des victimes à plus de 250. Pourtant les habitants déjà vaccinés ne s'inquiètent pas outre-mesure et les cinq quotidiens francophones font à peine allusion à l'épidémie, publiant surtout des nouvelles sur la politique nationale et beaucoup moins sur l'information locale. Ainsi, fin août, le journal La Minerve se fend d'un éditorial dans lequel on peut lire que « La petite vérole, cette année, n'est pas très maligne » et le journal La Patrie écrit le 26 août que « Il n'y a pas d'épidémie, proprement dite », l'auteur pensant qu'une maladie aussi contagieuse créerait beaucoup plus de cas.
Même si les choses s'améliorent un peu quant à l'état sanitaire de la ville, la progression de la variole commence à avoir de sérieuses répercussions sur l'image de Montréal à l'étranger. Des touristes américains font des détours afin d'éviter de passer par Montréal, des clients annulent leur voyage d'affaires et des groupes reportent leur venue dans la métropole québécoise. Ce n'est pas mieux pour les voyageurs en provenance de Montréal qui se voient de plus en plus isolés et ostracisés ou subissent des refus quand ils veulent réserver des chambres d'hôtel. On exige aussi de plus en plus une preuve de vaccination avant de passer tous les bagages à la fumigation. Cette réputation de ville à éviter, ainsi que ses habitants, est vue par la presse anglophone comme une conséquence de l'incapacité de la ville et du Comité d'hygiène à endiguer l'épidémie, mais la presse francophone y voit plutôt le résultat de l'exagération de la presse sensationnaliste anglophone. À la fin du mois d'août, l'Amérique du Nord commence à voir Montréal comme « l'une de ces villes d'Espagne frappée par le choléra » ce qui incite Henry Gray à écrire au lieutenant-gouverneur du Québec, Louis François Rodrigue Masson, afin de créer un conseil de la santé provincial, l'épidémie ayant déjà fait des victimes à Sorel, Vaudreuil, Lachine et d'autres villes ou villages proches de Montréal.

### Du début de l'automne 1885 au début de 1886

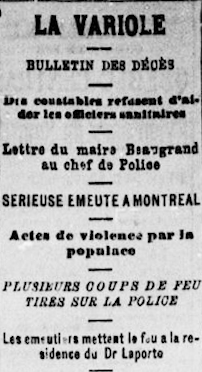
Entrefilet du 29 septembre 1885 dans le journal Le Canadien

Montréal passe pour la première fois la barre des 100 morts durant la semaine du 5 septembre et les choses s'accélèrent, puisqu'on comptabilise 128 morts à la fin de la semaine suivante, 184 morts la semaine du 19 septembre et 245 morts durant la semaine du 26 septembre. Dans la foulée de l'initiative d'Henry Gray à la fin août, un nouveau Conseil de la santé provincial voit le jour le 8 septembre, avec William Hales Hingston en tant que président (il fut élu). Hingston ordonne la création de conseils de la santé municipaux dans toute la province. De plus, la première aile de l'hôpital pour varioleux est enfin terminée et l'agrandissement se poursuit. Malgré l'augmentation du nombre de cas, Henry Gray se refuse à imposer la vaccination obligatoire, craignant que la mesure soit impossible à appliquer dans les contextes politique et social, notamment parce que la Rébellion du Nord-Ouest a attisé les velléités entre francophones et anglophones.
Sur le plan du commerce et des déplacements en dehors de la province, Montréal et sa région deviennent encore plus isolés, puisque l'Ontario décide de mettre la ville en quarantaine et d'imposer l'inspection de toute étoffe ou produit manufacturier en provenance de Montréal, tout en délivrant des certificats pour les personnes uniquement capables de prouver qu'elles ont été vaccinées durant les sept dernières années, les récalcitrants se voyant bloqués à la frontière ou priés de se faire vacciner sur le champ. Les états de la Nouvelle-Angleterre appliquant des mesures toutes aussi drastiques pour les voyageurs en provenance de Montréal et empruntant le train.
Début septembre, face aux difficultés rencontrées par le Comité d'hygiène de la ville, des citoyens influents de la ville créent un comité bénévole citoyen afin d'aider les autorités de la ville à éradiquer l'épidémie. Ce comité regroupe 28 personnes et est constitué du maire Beaugrand et de marchands et d'employeurs importants, certains représentant des entreprises employant environ 10 000 Canadiens français. À la fin de la deuxième semaine de septembre et malgré l'optimisme du Comité d'hygiène, la situation continue d'empirer, le dimanche 13 septembre voyant 48 personnes être emportées par la maladie. Le nouveau conseil de citoyens se réunit pratiquement tous les jours et certains des membres de plusieurs sous-comités du conseil exigent des mesures fortes comme choisir entre l'hospitalisation ou l'isolement obligatoire pour les personnes infectées (avec surveillance 24 heures sur 24 et sans regard au coût), et l'inspection de toutes les maisons de la ville afin de détecter les cas cachés. le Conseil de la santé provincial émet quant à lui une série d'ordonnances afin de forcer les villes de la banlieue de Montréal à lutter contre l'épidémie.
À partir du 19 septembre 1885, ce sont les sœurs grises qui reprennent l'administration de l'hôpital pour varioleux qui est renommé Hôpital Saint-Roch. Malgré les affirmations du Conseil de santé, les conditions qui règnent dans l'établissement sont désastreuses voire horribles, tant sur le plan sanitaire que sur celui des droits humains, ce qui n'incite absolument pas la population à choisir l'option de l'hospitalisation quand la maladie est détectée dans un foyer. Durant la troisième semaine de septembre et face à l'accélération des cas de variole et des décès, le Conseil de la santé provincial émet l'ordre suivant : « La vaccination constituant la seule protection contre la variole et la seule mesure susceptible d'enrayer sa progression dans la situation actuelle, la vaccination de tous les enfants et la vaccination de rappel de tous les adultes doivent être mises en œuvre par tous les conseils de la santé locaux ». Le jeudi 24 septembre, face à l'échec de la vaccination volontaire, Hugh Graham, membre influent du Comité de citoyens, présente au Conseil de la santé un programme beaucoup plus musclé imposant la vaccination et l'isolement obligatoire, cependant, il n'y aurait pas de vaccination de force et on demanderait au clergé de convaincre les récalcitrants, tout en inscrivant leur nom sur une liste. Deux jours plus tard, le 26 septembre, la police sanitaire commence à tenter de faire sortir les victimes de la variole dans les logements où l'isolement n'est pas possible, tout en reprenant le placardage des habitations dans lesquelles un ou des cas ont été déclarés. Les autorités se heurtent à une très forte animosité, parfois avec des actes violents et la police de la ville vient très peu en aide à la police sanitaire afin d'appliquer les mesures coercitives. De plus, plusieurs rassemblements regroupant des centaines de personnes ont lieu dans la ville, tantôt pour implorer Saint-Roch à l'aide de prières, tantôt pour s'opposer à l'exécution de Louis Riel prévue le 16 octobre ou encore contre la construction d'un hôpital pour varioleux à Longue-Pointe. Fin septembre, l'adoption de mesures coercitives par le Conseil de santé, le Conseil de citoyens et le Conseil de la santé provincial engendre un climat très tendu à Montréal, en grande partie dans la communauté francophone, malgré l'appui du clergé. 73 personnes décèdent de la variole les 26 et 27 septembre, en grande majorité des enfants.

#### L'émeute du 28 et 29 septembre

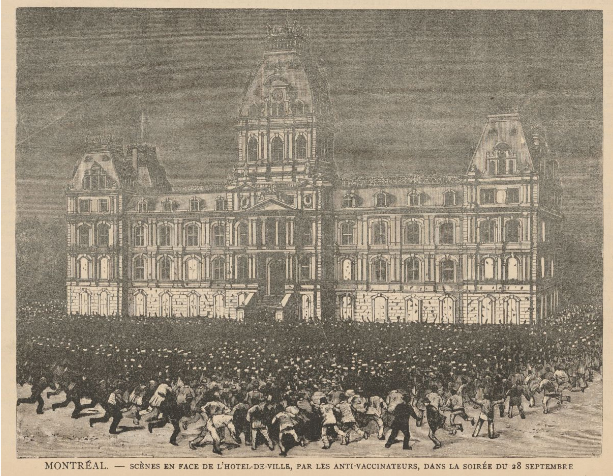
Représentation de l'émeute antivaccination devant l'hôtel de ville de Montréal le 28 septembre 1885.

Le 28 septembre en soirée, des groupes opposés à la vaccination obligatoire se rassemblent devant les bureaux de la santé du faubourg de l'est. Des pierres sont lancées contre l'édifice et des vitres sont brisées. La police accourt armée de bâtons mais sans armes à feu, Hercule Paradis, le chef de la police, ne voulant pas d'affrontements violents avec la foule. Les émeutiers, qui sont environ un millier, se dirigent ensuite vers l'Hôtel de Ville en empruntant la rue Sainte-Catherine, fracassant sur leur chemin les vitres de plusieurs pharmacies qui vendent des vaccins. Un groupe d'émeutiers saccage une maison qu'ils croient être celle du docteur Emmanuel Persillier-Lachapelle, un des artisans de la fondation de la Faculté de médecine de l’Université Laval à Montréal (1879), puis de l’Hôpital Notre-Dame (1880). Lachapelle, membre du Conseil de la santé provincial appuie la vaccination obligatoire au côté du maire, mais c'est un autre Lachapelle qui fait les frais des protestataires. La maison du docteur Laberge est elle aussi attaquée et des menaces de mort sont proférées contre le médecin de la santé publique de Montréal, partisan de la vaccination obligatoire. Arrivée à l'Hôtel de Ville et à la place Jacques-Cartier, la foule brise les vitres de l'édifice municipal. Le maire Beaugrand est appelé et, malgré son mauvais état de santé causé par l'asthme et contre les recommandations de son médecin, se rend à l'Hôtel de Ville. Le journal Herald, situé au square Victoria, voit ses vitres brisées par de nombreux projectiles ainsi que le journal The Montreal Star par la suite. Le maire organise la venue de renforts de la police du port et de la milice afin de mettre fin au grabuge, 600 militaires sont donc affectés à cette tâche dans Montréal, alors que les policiers sont chargés de protéger les médecins vaccinateurs. En se dirigeant vers l'est de la ville, les émeutiers tentent de mettre le feu au bureau du Conseil de la santé, jetant les affiches utilisées pour placarder les logements infectés. Vers une heure du matin le 29 septembre, les derniers émeutiers se dispersent.

#### Le pic de l'épidémie durant la2emoitié de l'automne 1885
Durant les deux premières semaines d'octobre, le rythme des infections et des décès s'accélère. Du 1er au 16 octobre, on dénombre ainsi 624 victimes à Montréal pour un total de 818 victimes en comptant la banlieue. Le 20 octobre, devant le constat macabre et malgré des divergences en interne, le Conseil de la santé de Montréal demande au Conseil de la santé provincial de fermer les lieux dans lesquels se rassemble le public, incluant les églises. Cette décision suscite la consternation tant chez les protestants que chez les catholiques, ces derniers étant les plus virulents face à cette disposition. Pour beaucoup, le fléau qui touche Montréal est une épreuve lancée par Dieu, le signe que la ville a péché, et la dévotion, les processions, les prières et les sacrements sont considérés comme des solutions salvatrices. Pour les croyants, l'histoire de Rome et de plusieurs villes sorties des épidémies grâce à ces pratiques étant la preuve que fermer les lieux de culte à Montréal est presque une hérésie. De plus, on y voit la mainmise de la franc-maçonnerie (Honoré Beaugrand est franc-maçon), du matérialisme, de la libre-pensée et de la toute puissance du Conseil de la santé. Face à la fronde de la population et devant les réticences du Conseil de la santé provincial, le Conseil de la santé de Montréal abandonne l'idée de fermer les lieux de culte.
L'automne 1885 est donc en train de devenir le pic de l'épidémie de variole. Le 2 novembre, on rend publiques les données pour le mois d'octobre. On dénombre 1 284 décès à Montréal même, « 85 à Saint-Jean-Baptiste, 81 à Sainte-Cunégonde, 55 à Saint-Henri, 115 à Coteau-Saint-Louis, au moins 12 à Saint-Gabriel et à Côte-Saint-Paul », ce qui porte le total des victimes à 2 641 (en comptant la banlieue pour le mois d'octobre).
Le lundi 16 novembre et après six mois d'incarcération, Louis Riel est exécuté par pendaison à Regina. 3 000 kilomètres plus à l'est, à Montréal, des milliers de Canadiens français refusent jusqu'au dernier moment de croire que le gouvernement canadien de MacDonald passera à l'acte. Beaucoup pensent que « le destin de Riel serait le présage de leur propre destin en tant que peuple », l'intransigeance du Canada étant ressentie comme un préjugé et une attaque contre toute l'ethnie canadienne-française. Riel est pendu à 8 h du matin. La nouvelle de son exécution arrive rapidement à Montréal par télégraphe. Le conseil municipal de Montréal se réunit et vote massivement contre cette « odieuse violation des lois de la justice et de l'humanité ». Durant une semaine, chaque soir, des manifestations de rue ont lieu. On brûle l'effigie de MacDonald. Le dimanche suivant, 20 000 personnes se réunissent au Champ-de-Mars et appellent à la vengeance et à l'unité, le tout dans le calme et sans violence. L'exécution de Riel unifie les Canadiens français et divise les anglophones, mais elle ne renforce pas les fortes divergences entre les francophones et les anglophones sur la variole.
À la fin du mois de novembre, on enregistre 633 décès à Montréal et sa banlieue, contre 1391 pour le mois d'octobre, la variole est clairement en recul dans la ville et les actions fortes du Conseil de la santé de Montréal, les campagnes de vaccination plus efficace et la prise de conscience de la population portent fruit. Vers la fin du mois de décembre, l'asile Saint-Jean-de-Dieu situé à Longue-Pointe fait les manchettes. L'établissement dirigé par les sœurs de la Providence et abritant un peu moins de 1 000 patients est dans la tourmente puisqu'on y rapporte 18 cas de variole et 2 décès (de rumeurs font même état de 20 morts). Le Conseil de la santé provincial découvre que seulement 128 patients sur 957 sont vaccinés contre le virus et ordonne la pose d'affiches, une campagne de vaccination de tous les internés et l'isolement de ceux-ci. Dans les derniers jours de l'année, on effectue encore quelques hospitalisations forcées, mais les nouvelles sont bonnes puisque le 23 décembre, pour la première fois depuis le mois de juin, Montréal n'enregistre aucun nouveau cas d'infection à la variole. Seule ombre au tableau, dans le village de Sainte-Cunégonde, situé à l'ouest de Montréal, les autorités du Conseil de la santé ne croient ni à la vaccination, ni à l'isolement. Les autorités de Montréal prennent conscience que si la variole se répand dans cette communauté qui regroupe plusieurs milliers d'âmes, le virus fera de nombreux morts. Le dernier jour de l'année 1885, des barricades sont érigées sur toutes les rues qui relient Montréal au village et des policiers sont chargés de repousser les manifestants en colère. Le Conseil de la santé provincial fait comparaître tous les membres du Conseil de la santé du village ainsi que le curé. Dans les dernières heures du 31 décembre, un accord est trouvé. Montréal s'engage à ne pas mettre en quarantaine le village en échange de l'application stricte des mesures sanitaires.

#### Début 1886, la victoire sur l'épidémie
Au début de l'année 1886, la variole continue son fort déclin et on ne compte que 70 morts du virus pour toute l'année. En réaction à l'épidémie, on construit un nouvel hôpital pour varioleux pouvant accueillir 130 malades et on détruit le vieil hôpital Saint-Roch. Un rapport du Conseil de la santé publié les 9 et 10 janvier 1886 dans les journaux mentionne les graves erreurs ayant mené à cette tragédie, notamment l'absence de vaccination obligatoire dans les années qui précédent 1885 et le fait qu'on ait laissé entrer George Longley dans le plus gros hôpital de la ville tout en déclarant qu'il fût atteint de la variole après sa convalescence. La décision de fermer l'Hôtel-Dieu au début du printemps 1885 est dénoncée comme une grave erreur. D'ailleurs, quelques années plus tard, le célèbre médecin canadien William Osler, considéré comme le père de la médecine moderne, qualifie cette erreur dans un célèbre ouvrage de « négligence absolument criminelle ». Le 1er mars 1886, Honoré Beaugrand est réélu maire de Montréal devant George Decary, un inconnu opposé à la vaccination obligatoire. Montréal ne subira plus d'épidémie aussi virulente que celle de 1885.

## Mesures et réactions

### Des contextes social, politique et scientifique particuliers
Face à l'hécatombe dans la métropole au plus fort de l'épidémie en octobre 1885, le conseil de ville de Montréal « décrète la vaccination gratuite et obligatoire ainsi que le l'isolement des malades », mais depuis le milieu du XIXe siècle, il existe une très grande méfiance si ce n'est un fort rejet de la vaccination de la part des Canadiens français, celle-ci étant vue comme une mainmise des anglophones contre les francophones, ce qui occasionne fin septembre 1885 à Montréal des manifestations et même une émeute. Cependant, il existait également un rejet de la vaccination chez les anglophones, certes moins important pour des raisons politiques et à cause du contexte social favorisant les anglophones.
La virulence de l'épidémie de variole de Montréal en 1885 et les événements et troubles associés imposent donc de tenir compte de certains contextes particuliers liés à la spécificité du Québec et de Montréal à la fin du XIXe siècle.
Premièrement, il est important de mentionner que le mouvement antivaccination n'est pas cantonné à l'époque à la ville de Montréal ou à la société canadienne française. En effet, d'autres régions du monde ont connu des mouvements de rejet face aux programmes de vaccination obligatoire, on peut citer ainsi l'Angleterre, la France, l'Allemagne, la Belgique, la Suisse ou encore les États-Unis. De plus, dans la plupart des pays, les mouvements antivaccination ont été soutenus par certains médecins beaucoup plus activistes et de manière plus durable qu'à Montréal. Les historiens Farley, Keating et Keel ajoutent que dans ces mouvements antivaccination, par exemple en Angleterre, les opposants ne sont pas toujours « des conservateurs ou des passéistes naturistes ou religieux », mais à l'inverse « des libéraux opposés à l'autoritarisme de l'état et à son ingérence dans la sphère de la vie privée et des décisions qui relèvent du libre-arbitre de l'individu ».
Deuxièmement et toujours sur le plan social, les émeutes des 28 et 29 septembre 1885 se déroulent dans un contexte où les tensions politiques et sociales sont déjà fortes entre les anglophones et les francophones, le tout exacerbé par les événements entourant l'arrestation et la condamnation de Louis Riel et la détermination du gouvernement du Canada.
Troisièmement, les craintes et la grande méfiance de la population francophone peuvent aussi être expliquées par plusieurs aspects qui ont trait directement à la qualité du vaccin et aux conditions de la vaccination. En effet, celle-ci est « souvent pratiquée dans des conditions improvisées, avec un effet inopérant et parfois dangereux, pouvant provoquer la cécité ou être la source de maladies comme l'érysipèle, la tuberculose ou la syphilis ou même des cas graves ou mortels de variole ». Il est également important de mentionner les aspects logistiques inhérents au processus de vaccination. Lors de la réouverture des bureaux de vaccination durant le mois d’août, le Conseil de la santé de Montréal est à court de vaccin et il faut en importer des États-Unis dès le mois de septembre, principalement de Boston. Or, les conditions ne sont souvent pas réunies pour maintenir la bonne qualité du vaccin (notamment à cause de la chaleur) ce qui le rend souvent inefficace et fait en sorte que des gens qui se considèrent immunisés contaminent d'autres personnes. En outre, on ne procède pas à la revaccination.
La vaccination antivariolique au Québec débute timidement au début du XIXe siècle et elle est pratiquée de manière irrégulière, restant cantonnée à certaines localités, mais pratiquée de manière plus systématique dans les milieux comme les garnisons. Malgré la promulgation d'une loi provinciale en 1861 obligeant la vaccination des enfants, la pratique est encore loin d'être généralisée. Le mouvement antivaccination au XIXe siècle au Québec a culminé lors de l'épidémie de variole de 1885 à Montréal, mais il faut s'intéresser au contexte social plus général de l'époque afin de mieux en comprendre les raisons, notamment en étudiant « la mise en place progressive du programme de vaccination à Montréal dans la deuxième moitié du XIXe siècle ». Sans une remise en contexte rigoureuse, le danger est grand de stigmatiser les Canadiens français comme étant les responsables de l'épidémie de variole, notamment sur la question du rejet de la vaccination. Pourtant, comme le notent Farley, Keating et Keel, « les résistances à la vaccination se manifestaient plutôt à l'égard des modalités autoritaires, intempestives et répressives de la mise en pratique de la vaccination (et dans certaines circonstances socio-politiques particulières) ». À Montréal en 1885, « les tensions ethniques et politico-culturelles entre francophones et anglophones » et les mesures sanitaires contraignantes « ressenties par les milieux populaires comme un instrument de domination et de répression de la classe dominante anglophone », « les accents anti-francophones de la campagne en faveur de la vaccination des milieux patronaux et de la presse anglophones » ou encore les erreurs de certains médecins qui produisent un vaccin de mauvaise qualité contribuent à défavoriser les Canadiens français et suscitent un climat de méfiance et de révolte. Pour Farley, Keating et Keel, cette remise en contexte « permet d'interpréter les événements qui ont entouré l'épidémie de 1885 comme un révélateur des obstacles à la fois scientifiques, techniques, socioculturels et politiques à la mise sur pied d'un système de santé publique, au lieu d'y voir, comme le fait une certaine historiographie, l'expression de l'ignorance des « masses » face à la science et à l'innovation.»

## Bilan
L'épidémie de variole de 1885-1886 à Montréal cause la mort de 3 164 personnes pour une population de près de 168 000 habitants (soit 1,89% de sa population). Sur ce total, 2 717 sont des enfants de 10 ans et moins. Le virus touche surtout la population francophone de la ville puisque 3 978 cas sur les 4 771 recensés par le Bureau de santé concernent des Canadiens français, soit 83 %. Concernant l'influence de la mesure de vaccination obligatoire et les fortes réticences de la communauté francophone, « sur ces 4 771 cas, 2 471 (52%) se manifestaient chez des individus non vaccinés, 1 187 (25%) chez des individus vaccinés et 23% chez des individus dont la vaccination paraissait douteuse »,. En outre, plus de 13 000 personnes infectées sont défigurées. Les quartiers francophones, les plus pauvres de la métropole, sont les plus durement touchés, comme ceux de Sainte-Marie et Saint-Jacques, puisqu'on y dénombre 66 % des victimes de l'épidémie alors que ces deux quartiers représentent 27 % des habitants de Montréal.
| Avril | Mai | Juin | Juillet | août | Septembre | Octobre | Novembre | Décembre | Année 1886 |
| ----- | --- | ---- | ------- | ---- | --------- | ------- | -------- | -------- | ---------- |
| 6     | 10  | 13   | 46      | 239  | 659       | 1393    | 633      | 165      | 70         |

| Âge             | Canadiens français | Autre catholiques | Protestants | Totaux |
| --------------- | ------------------ | ----------------- | ----------- | ------ |
| Moins de 6 mois | 191                | 13                | 6           | 210    |
| 6 mois — 1 an   | 298                | 13                | 10          | 321    |
| 1 — 5 ans       | 1417               | 68                | 20          | 1505   |
| 5 — 10 ans      | 641                | 26                | 14          | 681    |
| 10 — 15 ans     | 112                | 5                 | 4           | 121    |
| 15 — 20 ans     | 73                 | 14                | 11          | 98     |
| 20 — 30 ans     | 104                | 28                | 19          | 151    |
| 30 — 40 ans     | 27                 | 4                 | 5           | 36     |
| 40 — 50 ans     | 13                 | 4                 | 5           | 36     |
| 60 ans et plus  | 5                  | 0                 | 1           | 6      |
| Âge inconnu     | 3                  | 3                 | 0           | 6      |
| Totaux          | 2884               | 178               | 95          | 3157   |